# 用愛將心偷
〈用爱將心偷〉，香港无线电视1980年电视剧《千王之王》的主题曲，由顾嘉煇作编曲、黄霑填词、汪明荃主唱，並收錄於汪明荃同年發表的專輯《千王之王》中，是其代表作之一。

## 簡介
〈用愛將心偷〉採用先曲後詞的方式創作，而黃霑填詞時身處紐約，完稿後把歌詞傳真回娛樂唱片，汪明荃形容歌曲錄製跟劇集拍攝同樣趕急，是「在拍攝收廠後趕去灌錄」的。此曲是顧嘉煇擅長的中式小調，並在D調和A調之間反覆轉調，形成對比和變化。歌詞是黃霑慣寫的一類題材：「女性對愛情的癡」。林夕曾讚揚歌詞切題之妙：「選用『騙』、『計謀』等字眼回應題目」，「從千術這樣死的題材上寫出用愛偷心的生路」。
此曲派台後曾登上一周中文歌曲龍虎榜冠軍。